# Pfarrkirche Dafins

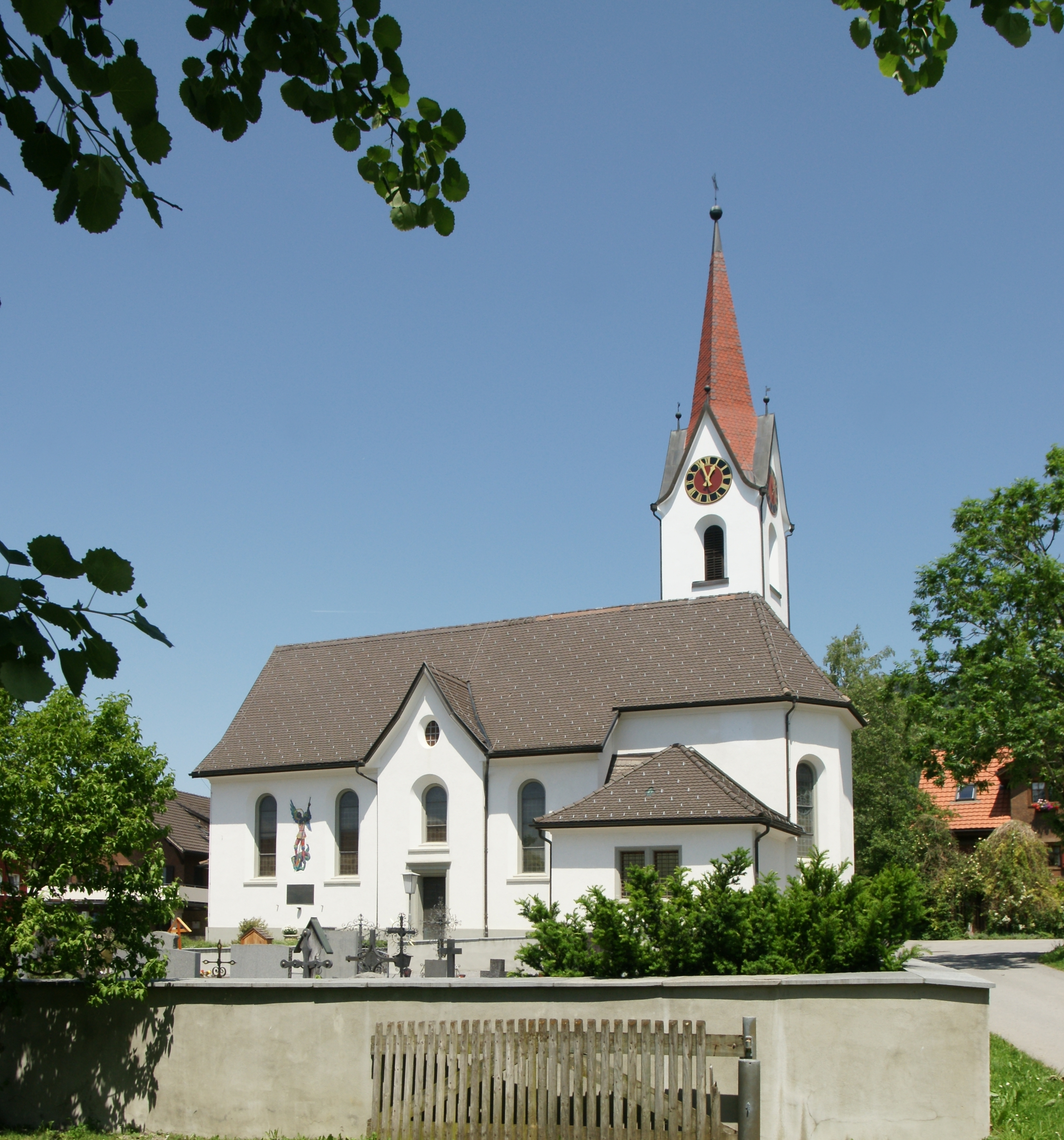
Kath. Pfarrkirche hl. Josef in Dafins

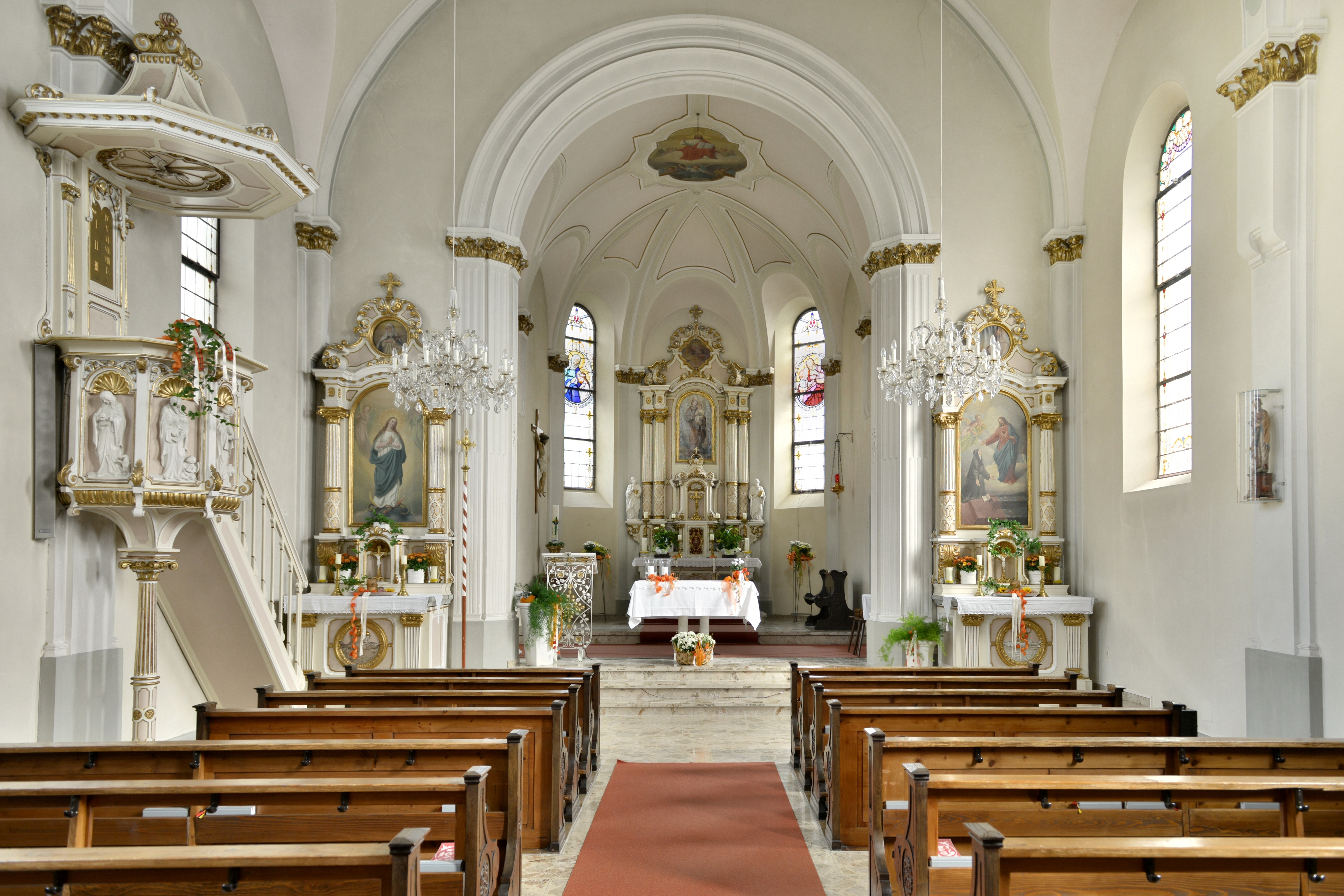
Im Langhaus zum Chor

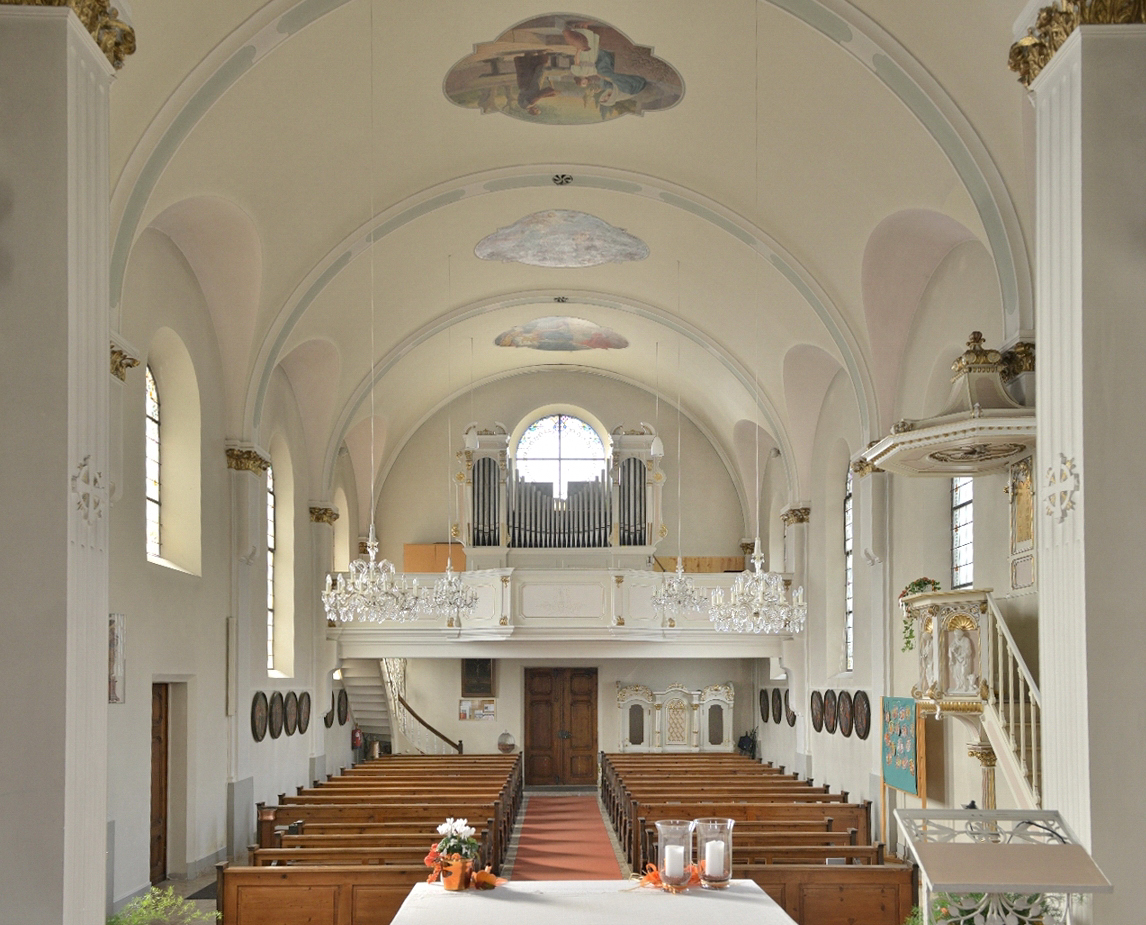
Im Langhaus zur Orgelempore

Die römisch-katholische Pfarrkirche Dafins steht in Dafins in der Gemeinde Zwischenwasser im Bezirk Feldkirch in Vorarlberg. Die auf den heiligen Josef geweihte Pfarrkirche gehört zum Dekanat Rankweil der Diözese Feldkirch. Die Kirche steht unter Denkmalschutz.

## Geschichte
Urkundlich wurde 1441 Trafins genannt. Ab 1703 gab es Stiftungen für eine Kirche. Um 1715 wurde eine Kirche erbaut und 1749 geweiht. 1845 wurde die Kirche erweitert und erhielt eine Vorhalle. 1880 wurden der Chor, der Turm und die Sakristei erbaut. 1917/1918 erfolgte ein Neubau nach den Plänen des Baumeisters Hilti, der 1918 geweiht wurde. Die anfängliche Filialkirche der Liebfrauenpfarre in Rankweil wurde 1884 zur Pfarrkirche erhoben. Von 1975 bis 1978 wurde die Kirche innen und außen restauriert.

## Architektur
Das Langhaus und der Chor stehen unter einem gemeinsamen Satteldach. Die Westfront hat ein Vorzeichen. Im Süden des Chores ist eine eingeschoßige Sakristei angebaut, im Norden des Chores der Nordturm. Südlich am Langhaus steht eine Seitenkapelle mit einer Giebelfassade und eigenem Portal.